# Ріфат аль-Асад
Ріфат Алі аль-Асад (араб. رِفْعَتُ عَلِيِّ ٱلْأَسَدِ, трансліт. Rifʿat al-ʾAsad; нар. 22 серпня 1937 року) — молодший брат покійного президента Сирії Хафеза аль-Асада та Джаміля аль-Асада, а також дядько колишнього президента Башара аль-Асада із династії Асадів. Він був командувачем наземних операцій під час різанини в Хамі 1982 року за наказом Хафеза аль-Асада.
Після невдалої спроби державного перевороту проти Хафеза аль-Асада в 1984 році Ріфат мешкав у вигнанні у Франції протягом 36 років і повернувся до Сирії в жовтні 2021 року після того, як у Франції його визнали винним у привласненні мільйонів євро, виведених з Сирії. У вересні 2022 року вищий суд Франції підтвердив це рішення.
У серпні 2023 року Швейцарія видала міжнародний ордер на арешт Ріфаата після того, як її Федеральний кримінальний суд почав вимагати його екстрадиції для притягнення до відповідальності за його роль в організації різанини у Хамі. Ордер було видано в рамках провадження, пов'язаного зі скаргою про військові злочини, поданою в 2013 році правозахисною організацією «TRIAL International» до Генеральної прокуратури Швейцарії. У березні 2024 року швейцарська OAG звинуватила Ріфаата в численних злочинах, скоєних під час бійні в Хамі у лютому 1982 року.

## Нагороди
| Стрічка | Відмінність                                          | Країна  | Дата     | Розташування | Примітки | довідка                     |
| ------- | ---------------------------------------------------- | ------- | -------- | ------------ | --- | --------------------------- |
|         | Орден «За бойові заслуги» (Командор)                 | Марокко | 1974 рік | Рабат        | Шаріфіанський (Королівський) орден за військові заслуги в Марокко. Нагороджений королем Хасаном II                     | [ 14 ]                      |
|         | Великий хрест Національного ордена Почесного легіону | Франція | 1986 рік | Париж        | Найвище звання ордена Почесного легіону у Французькій Республіці. Нагороджений колишнім президентом Франсуа Міттераном | [ 16 ] [ 17 ] [ 18 ] [ 19 ] |

## Особисте життя
У 2010 році Ріфаат мешкав у Мейфері, Лондон. Станом на  2011 він жив на авеню Фош у Парижі, намагаючись продати свою нерухомість.
Ріфаат одружувався чотири рази, і його полігамні шлюби, а також шлюби його дітей створили міцні союзи та зв'язки з відомими родинами та впливовими кланами у Сирії та арабському світі.
Донька Ріфата Тумадір вийшла заміж за Муїна Насіфа Хейра Бейка, члена наймогутнішої та престижної алавітської родини. Його зять є родичем сирійського активіста і поета Камаля Хейра Бейка. Інша дочка Тамадхін вийшла заміж за Махлуфа. Лама пошлюбилася з Алою Файядом, сином алавітського генерала Шафіка Файяда. Старший син Ріфата, Мудар, одружився з Майєю Хайдар, дочкою надбагатого підприємця Мухаммеда Хайдара з відомого племені алавітів аль-Хаддадін. Його молодший син, Рібал аль-Асад, 1975 року народження, бізнесмен і політичний активіст. Він мешкав у Парижі та часто виступав у французьких та міжнародних ЗМІ щодо сирійської кризи.